# Првенство Бразила у рагбију
Првенство Бразила у рагбију (порт. Campeonato Brasileiro de Rugby XV) или Супер 8 је највиши ранг рагби 15 такмичења у Бразилу. Овим такмичењем руководи Рагби савез Бразила.

## Учесници
- Алфавајл
- Араукурија
- Армстронг
- Бандератес
- Бело хоризонте
- Куритиба
- Дестеро
- Фарапос
- ФЕЈ
- Фупе
- Гуанабара
- Медицин
- Нитероји
- Омали
- Ориксас
- Пастор
- Рио Бранко
- Рио де Женејро
- РЖ Унион
- Сан Хосе
- Атлетик Сау Пауло
- Сау Пауло барберијанси
- УФВ
- Варгиња

## Историја
У Бразилу је рагби почео да се игра још крајем 19. столећа. Данас у Бразилу има 60 000 рагбиста и 300 рагби клубова и ова игра је популарна на универзитетима међу студентима. 
Списак шампиона Бразила у рагбију
- 1964. Атлетик Сау Пауло
- 1965. Атлетик Сау Пауло
- 1966. Атлетик Сау Пауло
- 1967. Атлетик Сау Пауло
- 1968. Атлетик Сау Пауло
- 1969. Атлетик Сау Пауло
- 1970. Сау Пауло барберијанси
- 1971. Сау Пауло барберијанси
- 1972. Фупе
- 1973. Медицин
- 1974. Атлетик Сау Пауло
- 1975. Атлетик Сау Пауло
- 1976. Атлетик Сау Пауло
- 1977. Атлетик Сау Пауло
- 1978. Атлетик Сау Пауло
- 1979. Нитероји
- 1980. Алфавајл
- 1981. Медицин
- 1982. Алфавајл
- 1983. Нитероји
- 1984. Нитероји
- 1985. Алфавајл
- 1986. Нитероји
- 1987. Пастор
- 1988. Бандерентес
- 1989. Алфавајл
- 1990. Нитероји
- 1991. Алфавајл
- 1992. Алфавајл
- 1993. Рио Бранко
- 1994. Пастор
- 1995. Бантерентес
- 1996. Дестеро
- 1997. Рио Бранко
- 1998. Рио Бранко
- 1999. Атлетик Сау Пауло
- 2000. Дестеро
- 2001. Бандеретес
- 2002. Сан Хосе
- 2003. Сан Хосе
- 2004. Сан Хосе
- 2005. Дестеро
- 2006. Рио Бранко
- 2007. Сан Хосе
- 2008. Сан Хосе
- 2009. Бандеретес
- 2010. Сан Хосе
- 2011. Сан Хосе
- 2012. Сан Хосе
- 2013. Атлетик Сау Пауло
- 2014. Куритиба
- 2015. Сан Хосе
- 2016. Куритиба
- 2017. Жакареј

| Рагби клуб             | Број титула |
| ---------------------- | ----------- |
| Атлетик Сау Пауло      | 13          |
| Сан Хосе               | 9           |
| Алфавајл               | 7           |
| Нитероји               | 6           |
| Бандератес             | 4           |
| Рио Бранко             | 4           |
| Дестеро                | 3           |
| Медицин                | 2           |
| Пастор                 | 2           |
| Сау Пауло барберијанси | 2           |
| Куритиба               | 2           |
| Жакареј                | 1           |
| Фупе                   | 1           |